# Jayamukti (Leuwisari)
Jayamukti is een bestuurslaag in het regentschap Tasikmalaya van de provincie West-Java, Indonesië. Jayamukti telt 5504 inwoners (volkstelling 2010).